# ガールズ フォーエバー
『ガールズ フォーエバー』はKARAの日本第3弾オリジナルアルバムである。2012年11月14日にユニバーサルシグマから発売された。

## 概要
前作『KARAコレクション』から約1か月半ぶりのアルバム。オリジナルアルバムとしては、『スーパーガール』から約1年ぶり。
2012年発売のシングル「スピード アップ/ガールズ パワー」、「エレクトリックボーイ」を含んだ全10曲。初回盤A、B、Cにはボーナストラックが
付き、2011年に発売されたシングル「ジェットコースターラブ 」、「GO GO サマー! 」、「ウィンターマジック 」の2012年バージョンや、
「ミスター」、「ジャンピン」のリマスタリングされたバージョンの計5曲が収録される。

## 仕様
- 【初回盤A】 CD＋ボーナストラック＋DVD
- 【初回盤B】 CD＋ボーナストラック＋フォトブック
- 【初回盤C】 CD＋ボーナストラック
- 【通常盤】 CD

## 収録曲

### CD
1. スピード アップ
2. エレクトリックボーイ
3. ギミー ギミー
4. シェイク イット アップ
MTG「CUVILADY」TVCM『Are You Ready?』CMソング
5. キスミー トゥナイト
キーボード&プログラミング：Kim Jin Hwan
6. オリオン
『エレクトリックボーイ』のカップリング。
7. Oops!
8. ロックオン
9. イノセントガール
ギター：Cynica、ベース：Genie
10. ガールズ パワー
11. ジェットコースターラブ 2012
12. GO GO サマー! 2012
13. ウィンターマジック 2012
14. ジャンピン (リマスタリング)
15. ミスター (リマスタリング)

＊Track11.〜15.は、初回盤A、B、Cのみのボーナストラック。

### DVD
初回盤Aのみ付録
1. エレクトリックボーイ Music Video Clip (Close-Up Ver.)
2. スピード アップ Music Video Clip (Another Ver.)
3. ガールズ パワー Music Video Clip (Close-Up Ver.)
4. CMコレクション
5. 「1ST JAPAN TOUR 2012 KARASIA」VTR映像メイキング
6. 「ガールズ フォーエバー」アートワーク撮影メイキング